# 핀란드 다도해
다도해(핀란드어: Saaristomeri 사리스토메리[*], 스웨덴어: Skärgårdshavet 스케르고르드스하베트[*])는 발트해의 일부분으로서, 보트니아만과 핀란드만과 올란드 제도 사이의 해역이다. 전체가 핀란드의 영해에 속한다. 올란드 제도가 다도해에 속하기는 하지만 다도해의 모든 섬이 행정적으로 올란드 제도에 속하는 것은 아니며, 올란드 제도에서 투르쿠 해안에 이르기까지 자잘한 섬들이 가득하다. 세계에서 가장 많은 수의 섬이 있으나, 그 섬들은 대부분 매우 작다. 섬들이 조밀하게 모여 있고 수심이 얕아서 대형 선박이 이 섬의 미궁을 항행하는 것은 거의 불가능하다. 경관이 아름다운 것으로 유명하며, 다도해국립공원이 지정되어 있다. 다도해 해안과 섬들은 핀란드에서 가장 따뜻하고 일조량이 많은 지역이다.